# Grand Prix Singapuru 2019
Grand Prix Singapuru 2019, oficjalnie Formula 1 2019 Singapore Airlines Singapore Grand Prix – piętnasta runda eliminacji Mistrzostw Świata Formuły 1 w sezonie 2019. Grand Prix odbyło się w dniach 20–22 września 2019 roku na torze Marina Bay Street Circuit w Singapurze.

## Lista startowa
| Nr | Kierowca           | Zespół                           | Samochód                      | Silnik           | Opony |
| -- | ------------------ | -------------------------------- | ----------------------------- | ---------------- | ----- |
| 3  | Daniel Ricciardo   | Renault F1 Team                  | Renault R.S.19                | Renault 1.6T V6  | P     |
| 4  | Lando Norris       | McLaren F1 Team                  | McLaren MCL34                 | Renault 1.6T V6  | P     |
| 5  | Sebastian Vettel   | Scuderia Ferrari Mission Winnow  | Ferrari SF90                  | Ferrari 1.6T V6  | P     |
| 7  | Kimi Räikkönen     | Alfa Romeo Racing                | Alfa Romeo C38                | Ferrari 1.6T V6  | P     |
| 8  | Romain Grosjean    | Rich Energy Haas F1 Team         | Haas VF-19                    | Ferrari 1.6T V6  | P     |
| 10 | Pierre Gasly       | Red Bull Toro Rosso Honda        | Toro Rosso STR14              | Honda 1.6T V6    | P     |
| 11 | Sergio Pérez       | SportPesa Racing Point F1 Team   | Racing Point RP19             | Mercedes 1.6T V6 | P     |
| 16 | Charles Leclerc    | Scuderia Ferrari Mission Winnow  | Ferrari SF90                  | Ferrari 1.6T V6  | P     |
| 18 | Lance Stroll       | SportPesa Racing Point F1 Team   | Racing Point RP19             | Mercedes 1.6T V6 | P     |
| 20 | Kevin Magnussen    | Rich Energy Haas F1 Team         | Haas VF-19                    | Ferrari 1.6T V6  | P     |
| 23 | Alexander Albon    | Aston Martin Red Bull Racing     | Red Bull RB15                 | Honda 1.6T V6    | P     |
| 26 | Daniił Kwiat       | Red Bull Toro Rosso Honda        | Toro Rosso STR14              | Honda 1.6T V6    | P     |
| 27 | Nico Hülkenberg    | Renault F1 Team                  | Renault R.S.19                | Renault 1.6T V6  | P     |
| 33 | Max Verstappen     | Aston Martin Red Bull Racing     | Red Bull RB15                 | Honda 1.6T V6    | P     |
| 44 | Lewis Hamilton     | Mercedes-AMG Petronas Motorsport | Mercedes AMG F1 W10 EQ Power+ | Mercedes 1.6T V6 | P     |
| 55 | Carlos Sainz Jr.   | McLaren F1 Team                  | McLaren MCL34                 | Renault 1.6T V6  | P     |
| 63 | George Russell     | ROKiT Williams Racing            | Williams FW42                 | Mercedes 1.6T V6 | P     |
| 77 | Valtteri Bottas    | Mercedes-AMG Petronas Motorsport | Mercedes AMG F1 W10 EQ Power+ | Mercedes 1.6T V6 | P     |
| 88 | Robert Kubica      | ROKiT Williams Racing            | Williams FW42                 | Mercedes 1.6T V6 | P     |
| 99 | Antonio Giovinazzi | Alfa Romeo Racing                | Alfa Romeo C38                | Ferrari 1.6T V6  | P     |
| Nr | Kierowca           | Zespół                           | Samochód                      | Silnik           | Opony |

## Wyniki

### Zwycięzcy sesji treningowych
Źródło: formula1.com
| Sesja | Nr | Kierowca        | Konstruktor | Czas     | Okr. |
| ----- | -- | --------------- | ----------- | -------- | ---- |
| 1     | 33 | Max Verstappen  | Red Bull    | 1:40,259 | 22   |
| 2     | 44 | Lewis Hamilton  | Mercedes    | 1:38,773 | 29   |
| 3     | 16 | Charles Leclerc | Ferrari     | 1:38,192 | 22   |

### Kwalifikacje
Źródło: formula1.com
| P                    | Nr | Kierowca           | Konstruktor  | Czasy w kwalifikacjach | Czasy w kwalifikacjach | Czasy w kwalifikacjach | Poz. s. |
| P                    | Nr | Kierowca           | Konstruktor  | Q1                     | Q2                     | Q3                     | Poz. s. |
| -------------------- | -- | ------------------ | ------------ | ---------------------- | ---------------------- | ---------------------- | ------- |
| 1                    | 16 | Charles Leclerc    | Ferrari      | 1:38,014               | 1:36,650               | 1:36,217               | 1       |
| 2                    | 44 | Lewis Hamilton     | Mercedes     | 1:37,565               | 1:36,933               | 1:36,408               | 2       |
| 3                    | 5  | Sebastian Vettel   | Ferrari      | 1:38,374               | 1:36,720               | 1:36,437               | 3       |
| 4                    | 33 | Max Verstappen     | Red Bull     | 1:38,540               | 1:37,089               | 1:36,813               | 4       |
| 5                    | 77 | Valtteri Bottas    | Mercedes     | 1:37,317               | 1:37,142               | 1:37,146               | 5       |
| 6                    | 23 | Alexander Albon    | Red Bull     | 1:39,106               | 1:37,865               | 1:37,411               | 6       |
| 7                    | 55 | Carlos Sainz Jr.   | McLaren      | 1:38,882               | 1:37,982               | 1:37,818               | 7       |
| 8                    | 27 | Nico Hülkenberg    | Renault      | 1:39,001               | 1:38,580               | 1:38,264               | 8       |
| 9                    | 4  | Lando Norris       | McLaren      | 1:38,606               | 1:37,572               | 1:38,329               | 9       |
| 10                   | 11 | Sergio Pérez       | Racing Point | 1:39,909               | 1:38,620               |                        | 151     |
| 11                   | 99 | Antonio Giovinazzi | Alfa Romeo   | 1:39,272               | 1:38,697               |                        | 10      |
| 12                   | 10 | Pierre Gasly       | Toro Rosso   | 1:39,085               | 1:38,699               |                        | 11      |
| 13                   | 7  | Kimi Räikkönen     | Alfa Romeo   | 1:39,454               | 1:38,858               |                        | 12      |
| 14                   | 20 | Kevin Magnussen    | Haas         | 1:39,942               | 1:39,650               |                        | 13      |
| 15                   | 26 | Daniił Kwiat       | Toro Rosso   | 1:39,957               |                        |                        | 14      |
| 16                   | 18 | Lance Stroll       | Racing Point | 1:39,979               |                        |                        | 16      |
| 17                   | 8  | Romain Grosjean    | Haas         | 1:40,277               |                        |                        | 17      |
| 18                   | 63 | George Russell     | Williams     | 1:40,867               |                        |                        | 18      |
| 19                   | 88 | Robert Kubica      | Williams     | 1:41,186               |                        |                        | 19      |
| DK                   | 3  | Daniel Ricciardo   | Renault      | 1:39,362               | 1:38,399               | 1:38,095               | 202     |
| 107% czasu: 1:44,129 |    |                    |              |                        |                        |                        |         |

Uwagi
- 1 — Sergio Pérez otrzymał karę cofnięcia o 5 pozycji  za nieregulaminową zmianę skrzyni biegów.
- 2 — Daniel Ricciardo zakwalifikował się na ósmym miejscu, ale został zdyskwalifikowany za przekroczenie limitu mocy MGU-K w pierwszej części kwalifikacji. Decyzją sędziów został dopuszczony do udziału w wyścigu. Otrzymał również karę cofnięcia o 5 pozycji za wymianę elementów silnika ponad regulaminowy limit, ale nie wpłynęło to na jego ostateczną pozycję.

### Wyścig
Źródło:  formula1.com
| P  | Nr | Kierowca           | Konstruktor  | Okr. | Czas         | Start | Punkty |
| -- | -- | ------------------ | ------------ | ---- | ------------ | ----- | ------ |
| 1  | 5  | Sebastian Vettel   | Ferrari      | 61   | 1:58:33,667  | 3     | 25     |
| 2  | 16 | Charles Leclerc    | Ferrari      | 61   | +2,641       | 1     | 18     |
| 3  | 33 | Max Verstappen     | Red Bull     | 61   | +3,821       | 4     | 15     |
| 4  | 44 | Lewis Hamilton     | Mercedes     | 61   | +4,608       | 2     | 12     |
| 5  | 77 | Valtteri Bottas    | Mercedes     | 61   | +6,119       | 5     | 10     |
| 6  | 23 | Alexander Albon    | Red Bull     | 61   | +11,663      | 6     | 8      |
| 7  | 4  | Lando Norris       | McLaren      | 61   | +14,769      | 9     | 6      |
| 8  | 10 | Pierre Gasly       | Toro Rosso   | 61   | +15,547      | 11    | 4      |
| 9  | 27 | Nico Hülkenberg    | Renault      | 61   | +16,718      | 8     | 2      |
| 10 | 99 | Antonio Giovinazzi | Alfa Romeo   | 61   | +27,8551     | 10    | 1      |
| 11 | 10 | Romain Grosjean    | Haas         | 61   | +35,436      | 17    |        |
| 12 | 55 | Carlos Sainz Jr.   | McLaren      | 61   | +35,974      | 7     |        |
| 13 | 18 | Lance Stroll       | Racing Point | 61   | +36,419      | 16    |        |
| 14 | 3  | Daniel Riccardo    | Renault      | 61   | +37,660      | 20    |        |
| 15 | 26 | Daniił Kwiat       | Toro Rosso   | 61   | +38,178      | 14    |        |
| 16 | 88 | Robert Kubica      | Williams     | 61   | +47,024      | 19    |        |
| 17 | 20 | Kevin Magnussen    | Haas         | 61   | +1:26,522    | 13    | 2      |
| NS | 7  | Kimi Räikkönen     | Alfa Romeo   | 49   | NU (kolizja) | 12    |        |
| NS | 11 | Sergio Pérez       | Racing Point | 42   | NU (awaria)  | 15    |        |
| NS | 63 | George Russell     | Williams     | 34   | NU (kolizja) | 18    |        |

Uwagi
- 1 — Antonio Giovinazzi otrzymał karę 10 sekund za niestosowanie się do poleceń dyrektora wyścigu i spowodowanie niebezpiecznej sytuacji. Nie wpłynęło to na jego pozycję końcową.
- 2 — Jeden dodatkowy punkt jest przyznawany kierowcy, który ustanowił najszybsze okrążenie w wyścigu, pod warunkiem, że ukończył wyścig w pierwszej 10.

### Najszybsze okrążenie
Źródło:  formula1.com
| Nr | Kierowca        | Konstruktor | Czas     | Okr. |
| -- | --------------- | ----------- | -------- | ---- |
| 20 | Kevin Magnussen | Haas        | 1:42,301 | 58   |

## Klasyfikacja po wyścigu

### Kierowcy
| P  | +/− | Kierowca           | Starty | Punkty | P1 | P2 | P3 | PP | NO | NS |
| -- | --- | ------------------ | ------ | ------ | -- | -- | -- | -- | -- | -- |
| 1  | 0   | Lewis Hamilton     | 15     | 296    | 8  | 3  | 1  | 4  | 3  | –  |
| 2  | 0   | Valtteri Bottas    | 15     | 231    | 2  | 6  | 3  | 4  | 2  | 1  |
| 3  | +1  | Charles Leclerc    | 15     | 200    | 2  | 2  | 4  | 5  | 2  | 2  |
| 4  | −1  | Max Verstappen     | 15     | 200    | 2  | 1  | 3  | 1  | 3  | 1  |
| 5  | 0   | Sebastian Vettel   | 15     | 194    | 1  | 3  | 3  | 1  | 2  | –  |
| 6  | 0   | Pierre Gasly       | 15     | 69     | –  | –  | –  | –  | 2  | 1  |
| 7  | 0   | Carlos Sainz Jr.   | 15     | 58     | –  | –  | –  | –  | –  | 3  |
| 8  | +1  | Alexander Albon    | 15     | 42     | –  | –  | –  | –  | –  | 1  |
| 9  | −1  | Daniel Ricciardo   | 15     | 34     | –  | –  | –  | –  | –  | 3  |
| 10 | 0   | Daniił Kwiat       | 15     | 33     | –  | –  | 1  | –  | –  | 3  |
| 11 | 0   | Nico Hülkenberg    | 15     | 33     | –  | –  | –  | –  | –  | 2  |
| 12 | +2  | Lando Norris       | 15     | 31     | –  | –  | –  | –  | –  | 3  |
| 13 | −1  | Kimi Räikkönen     | 15     | 31     | –  | –  | –  | –  | –  | 1  |
| 14 | −1  | Sergio Pérez       | 15     | 27     | –  | –  | –  | –  | –  | 2  |
| 15 | 0   | Lance Stroll       | 15     | 19     | –  | –  | –  | –  | –  | 1  |
| 16 | 0   | Kevin Magnussen    | 15     | 18     | –  | –  | –  | –  | 1  | 2  |
| 17 | 0   | Romain Grosjean    | 15     | 8      | –  | –  | –  | –  | –  | 6  |
| 18 | 0   | Antonio Giovinazzi | 15     | 4      | –  | –  | –  | –  | –  | 1  |
| 19 | 0   | Robert Kubica      | 15     | 1      | –  | –  | –  | –  | –  | –  |
| 20 | 0   | George Russell     | 15     | 0      | –  | –  | –  | –  | –  | 1  |
| P  | +/− | Kierowca           | Starty | Punkty | P1 | P2 | P3 | PP | NO | NS |

### Konstruktorzy
| P  | +/− | Konstruktor               | Starty | Punkty | P1 | P2 | P3 | PP | NO | NS |
| -- | --- | ------------------------- | ------ | ------ | -- | -- | -- | -- | -- | -- |
| 1  | 0   | Mercedes                  | 30     | 527    | 10 | 9  | 4  | 8  | 5  | 1  |
| 2  | 0   | Ferrari                   | 30     | 394    | 3  | 5  | 7  | 6  | 4  | 2  |
| 3  | 0   | Red Bull Racing-Honda     | 30     | 289    | 2  | 1  | 3  | 1  | 5  | 2  |
| 4  | 0   | McLaren-Renault           | 30     | 89     | –  | –  | –  | –  | –  | 6  |
| 5  | 0   | Renault                   | 30     | 67     | –  | –  | –  | –  | –  | 5  |
| 6  | 0   | Scuderia Toro Rosso-Honda | 30     | 55     | –  | –  | 1  | –  | –  | 4  |
| 7  | 0   | Racing Point-BWT Mercedes | 30     | 46     | –  | –  | –  | –  | –  | 3  |
| 8  | 0   | Alfa Romeo Racing-Ferrari | 30     | 35     | –  | –  | –  | –  | –  | 2  |
| 9  | 0   | Haas-Ferrari              | 30     | 26     | –  | –  | –  | –  | 1  | 8  |
| 10 | 0   | Williams-Mercedes         | 30     | 1      | –  | –  | –  | –  | –  | 1  |
| P  | +/− | Konstruktor               | Starty | Punkty | P1 | P2 | P3 | PP | NO | NS |